# Joseph Samson (homme politique)
Joseph Samson (1771-1843): député du comté de Dorchester.
Né à Saint-Joseph-de-la-Pointe-Lévy le 10 novembre 1771, fils d'Étienne Samson et de Marguerite Bégin. Il fit du commerce à la Pointe-Lévis et à Québec.
S'occupa aussi d'agriculture. Défait dans Dorchester en 1808 et 1816. Élu député de cette circonscription en 1827; il appuya généralement le parti patriote. Il ne s'est pas représenté en 1830.
Mort à Saint-Antoine-de-Tilly, le 31 mai 1843, à l'âge de 71 ans et 6 mois. Il avait épousé, le 16 mai 1803, Élisabeth Roi, fille de Joseph-Vallier Roi et de Josephte Mercier; puis, dans la paroisse de Saint-Antoine-de-Tilly, le 14 juin 1831, Rosalie Bergeron, fille de Jean-Baptiste Bergeron et de Rosalie Martineau. Il était le neuveu de Charles Bégin.